# Övre Fröstsjön
Övre Fröstsjön är en sjö i Härjedalens kommun i Härjedalen och ingår i Ljusnans huvudavrinningsområde. Sjön har en area på 0,025 kvadratkilometer och ligger 755,3 meter över havet. Vid provfiske har abborre och öring fångats i sjön.

## Delavrinningsområde
Övre Fröstsjön ingår i det delavrinningsområde (692312-133986) som SMHI kallar för Mynnar i Lossen. Medelhöjden är 736 meter över havet och ytan är 22,98 kvadratkilometer. Det finns ett avrinningsområde uppströms, och räknas det in blir den ackumulerade arean 43,36 kvadratkilometer. Fröstån som avvattnar avrinningsområdet har biflödesordning 2, vilket innebär att vattnet flödar genom totalt 2 vattendrag innan det når havet efter 376 kilometer. Avrinningsområdet består mestadels av skog (85 procent) och sankmarker (10 procent). Avrinningsområdet har 0,24 kvadratkilometer vattenytor vilket ger det en sjöprocent på 1 procent.